# Peñascosa
Peñascosa er en by og kommune i det sydøstlige Spanien i provinsen Albacete. Den har et indbyggertal på 328 (2024) indbyggere.